# Далем (Северни Ајфел)
Далем (њем. Dahlem) град је у њемачкој савезној држави Северна Рајна-Вестфалија. Једно је од 11 општинских средишта округа Ојскирхен. Према процјени из 2010. у граду је живјело 4.179 становника. Посједује регионалну шифру (AGS) 5366012.

## Географски и демографски подаци
Далем се налази у савезној држави Северна Рајна-Вестфалија у округу Ојскирхен. Град се налази на надморској висини од 457 - 663 метра. Површина општине износи 95,2 km². У самом граду је, према процјени из 2010. године, живјело 4.179 становника. Просјечна густина становништва износи 44 становника/km².

## Међународна сарадња
| Мјесто | Држава    | Врста сарадње | Од    |
| ------ | --------- | ------------- | ----- |
|        | Француска | партнерство   | 2004. |
| Извор  |           |               |       |